# 奇拉皮柳內山
15°24′26″S 72°11′16″W / 15.40722°S 72.18778°W

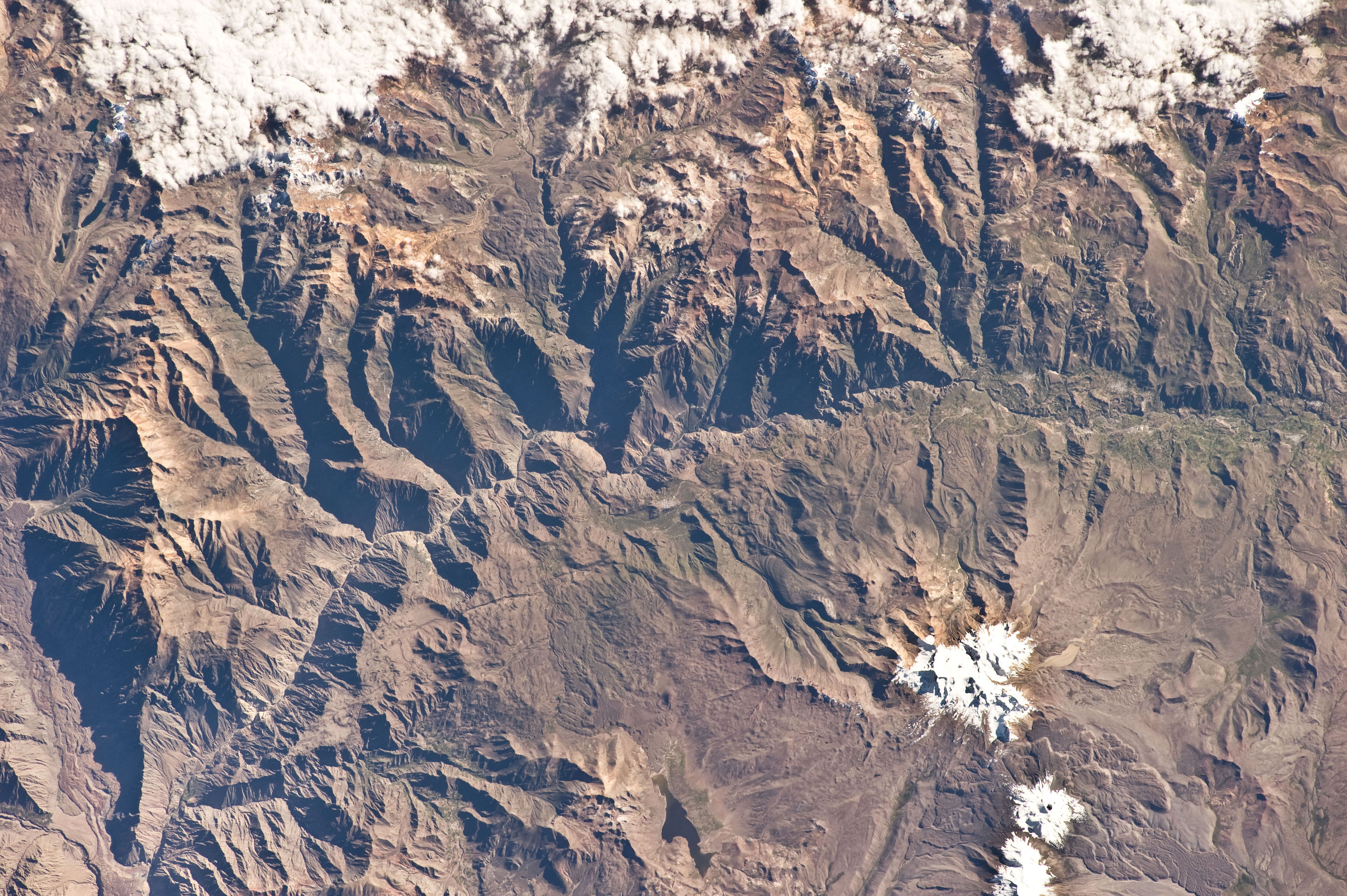

奇拉皮柳內山（Chila Pillune），是秘魯的山峰，位於該國南部阿雷基帕大區，由卡斯蒂利亞省的查查斯區負責管轄，屬於奇拉山脈的一部分，海拔高度5,400米。